# District de Kaski
Le district de Kaski (en népalais : कास्की जिल्ला) est une subdivision administrative du Népal, située dans la province de Gandaki. Son chef-lieu est Pokhara, deuxième ville du Népal en importance démographique. La population du district s'élevait à 492 098 habitants en 2011.

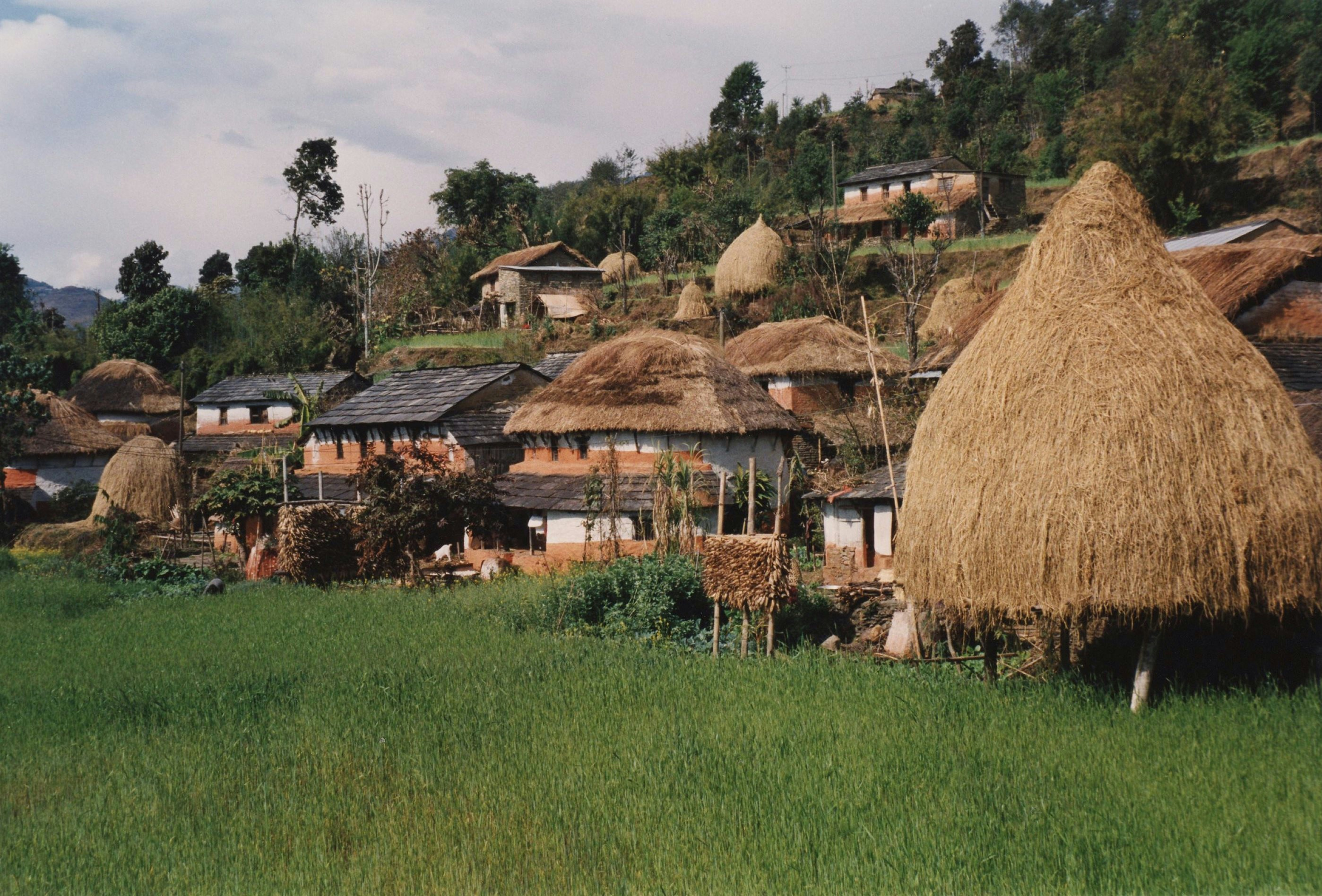
Village de Khare